# Digital Mystikz

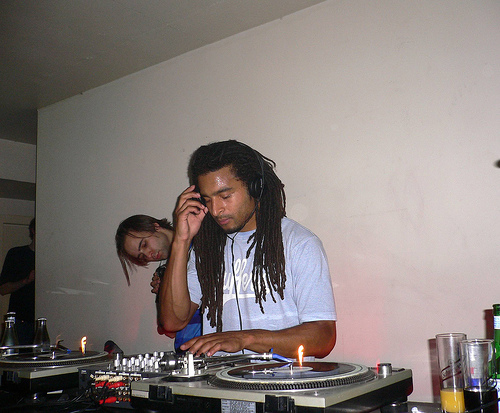
Dj Mala

Digital Mystikz is een Britse dubstepgroep die bestaat uit Coki (Dean Harris) en Mala (Mark Lawrence) uit South Norwood, Londen, die beiden ook solo actief zijn. Bij gelegenheid werkt het duo samen met Loefah, waarmee het de invloedrijke clubavonden DMZ in Brixton organiseert. Mary Anne Hobbs maakte in DMZ kennis met dubstep en begon later een dubstepshow op BBC Radio 1.
John Peel ontdekte de groep en plaatste haar single op nummer 29 van zijn jaarlijst van 2004. De groep trad in 2008 op op het Dour Festival en in Barcelona tijdens Primavera Sound en het festival Sónar. In april 2011 reisde Mala naar Cuba met Gilles Peterson, die een tweede reeks Havana Cultura wou produceren in Havana. Tijdens de opnames van Peterson met lokale muzikanten, begon Mala te werken aan het album Mala In Cuba, dat werd uitgebracht in september 2012.